# 萬塔區
12°56′23″S 74°14′51″W / 12.9397°S 74.2475°W
萬塔區（西班牙語：Distrito de Huanta），是秘魯的一個區，位於該國中南部阿亞庫喬大區的萬塔省，面積375.3平方公里，海拔高度2,628米，2005年人口40,730，人口密度每平方公里110人。